# Kinkajú
El kinkajú (Potos flavus) és una espècie de mamífer carnívor de la família dels prociònids. El seu àmbit de distribució s'estén de Mèxic fins al Brasil. La seva característica més coneguda és la seva llarga cua, que utilitza per a penjar-se a les branques.